# Paperboy (film)
Pour les articles homonymes, voir Paperboy (homonymie).
Pour plus de détails, voir Fiche technique et Distribution.
Paperboy (The Paperboy) est un film policier américain coécrit et réalisé par Lee Daniels, sorti en 2012.

## Synopsis
En 1969 en Floride, deux frères, l'un reporter au Miami Times et l'autre au Moat County Tribune, enquêtent à la demande de Charlotte sur un condamné à mort, accusé d'avoir éventré le shérif local quatre ans plus tôt.

## Fiche technique
Sauf indication contraire, les informations mentionnées dans cette section peuvent être confirmées par la base de données cinématographiques IMDb,  présente dans la section « Liens externes ».
- Titre original : The Paperboy
- Titre français : Paperboy
- Réalisation : Lee Daniels
- Scénario : Lee Daniels et Peter Dexter, d'après The Paperboy (en) de Peter Dexter
- Direction artistique : Daniel T. Dorrance
- Décors : Wright McFarland
- Costumes : Caroline Eselin (it)
- Photographie : Roberto Schaefer (en)
- Montage : Joe Klotz (en)
- Musique : Mario Grigorov[1]
- Production : Michael Benaroya, Ed Cathell III, Lee Daniels et Hilary Shor
- Sociétés de production : Lee Daniels Entertainment, Nu Image et Benaroya Pictures
- Société de distribution : Lions Gate Film
- Budget : 12 500 000 de dollars[2]
- Pays de production :  États-Unis
- Langue originale : anglais
- Format : couleur  - 2.35:1 - 35 mm - Dolby Digital
- Genre : thriller
- Durée : 101 minutes
- Dates de sortie :
  - France : 24 mai 2012 au Festival de Cannes
  - États-Unis : 5 octobre 2012
  - Belgique, France : 17 octobre 2012
- Le film a été interdit aux moins de 12 ans lors de sa sortie en France.

## Distribution

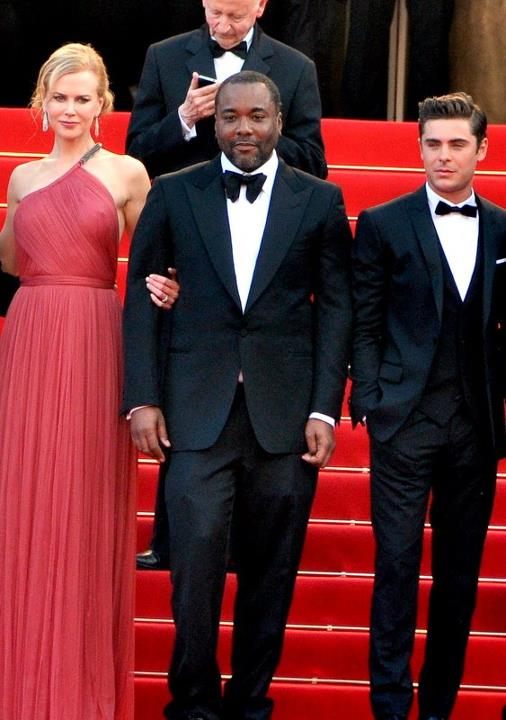
Les acteurs principaux Nicole Kidman et Zac Efron auprès du réalisateur Lee Daniels pour la première du film au Festival de Cannes 2012.

Source et légende : Version française (V. F.) sur AlloDoublage
- Matthew McConaughey (V. F. : Bruno Choel) : Ward Jansen
- Zac Efron (V. F. : Yoann Sover) : Jack Jansen
- Nicole Kidman (V. F. : Danièle Douet) : Charlotte Bless
- John Cusack (V. F. : Renaud Marx) : Hillary Van Wetter
- David Oyelowo (V. F. : Daniel Lobé) : Yardley Acheman
- Scott Glenn (V. F. : Bernard Tiphaine) : W.W. Jansen, le directeur du Moat County Tribune
- Macy Gray (V. F. : Odile Schmitt) : Anita
- Ned Bellamy (V. F. : Patrick Borg) : Tyree Van Wetter
- Nealla Gordon (en) (V. F. : Sophie Deschaumes) : Ellen Guthrie

## Production
Le réalisateur Pedro Almodóvar s'était intéressé au roman The Paperboy (en) de Pete Dexter et en avait préparé comme projet avant de l'abandonner. Lee Daniels se l'appropria alors et se mit au scénario.
En février 2011, en pleine préparation, les acteurs Alex Pettyfer, Bradley Cooper, Tobey Maguire et Sofia Vergara étaient pressentis dans les rôles principaux. Toutefois, ce fut officiellement Zac Efron, Matthew McConaughey, John Cusack et Nicole Kidman lors de la représentation d'une première bande-annonce, lancée le 1er août 2012.
Les scènes du film ont été tournées à La Nouvelle-Orléans en Louisiane.

## Distinctions

### Nominations
- Festival de Cannes 2012 : En compétition pour la Palme d'or
- Golden Globes 2013 : Golden Globe de la meilleure actrice dans un second rôle pour Nicole Kidman

## Accueil

### Réception critique
Le film a été hué lors de plusieurs projections, dont notamment au festival de Cannes 2012, certaines scènes étant considérées comme trash. Les critiques sont néanmoins partagées.